# Rajd Safari 1982
Rajd Safari (30. Marlboro Safari Rally) – 30 Rajd Safari rozgrywany w Kenii w dniach 8-12 kwietnia. Była to czwarta runda Rajdowych mistrzostw świata w roku 1982. Rajd został rozegrany na nawierzchni szutrowej. Bazą rajdu było miasto Nairobi. 

## Wyniki końcowe rajdu[1]
| Msc. | Kierowca            | Pilot                 | Samochód               | Czas  | Strata | Grupa |
| ---- | ------------------- | --------------------- | ---------------------- | ----- | ------ | ----- |
| 1    | Shekhar Mehta       | Mike Doughty          | Nissan Violet GT       | 4:26  | 0.0    | 4     |
| 2.   | Walter Röhrl        | Christian Geistdörfer | Opel Ascona 400        | 5:07  | +0:41  | 4     |
| 3.   | Mike Kirkland       | Anton Levitan         | Nissan Violet GT       | 6:16  | +1:50  | 4     |
| 4.   | Tony Pond           | Terry Harryman        | Nissan Violet GT       | 7:00  | +2:34  | 4     |
| 5.   | Jayant Shah         | Aslam Khan            | Nissan 160J            | 8:15  | +3:49  | 2     |
| 6.   | Rob Collinge        | Mike Fraser           | Range Rover            | 8:54  | +4:28  | 2     |
| 7.   | Yoshinobu Takahashi | Mahendra Gohil        | Subaru Leone 4WD       | 12:20 | +7:54  | 2     |
| 8.   | Frank Tundo         | Quentin Thomson       | Mitsubishi Colt Lancer | 12:53 | +8:27  | 2     |
| 9.   | Javaid Alam         | Arshad Khan           | Subaru Leone 4WD       | 13:51 | +9:25  | 2     |
| 10.  | Ramesh Khoda        | Jasvinder Matharu     | Subaru Leone 4WD       | 15:35 | +11:09 | 2     |

## Klasyfikacja po 3 rundach
Tabele przedstawiają tylko pięć pierwszych miejsc.

### Kierowcy
| Lp. | Kierowca       | Pkt |
| --- | -------------- | --- |
| 1   | Walter Röhrl   | 32  |
| 2   | Michèle Mouton | 28  |
| 3   | Per Eklund     | 25  |
| 4   | Stig Blomqvist | 20  |
| 5   | Hannu Mikkola  | 15  |

### Producenci
| Lp. | Producent | Pkt |
| --- | --------- | --- |
| 1   | Opel      | 46  |
| 2   | Audi      | 34  |
| 3   | Nissan    | 18  |
| 4   | Toyota    | 16  |
| 5   | Porsche   | 14  |